# Campeonato Europeu Júnior de Natação de 2011
O Campeonato Europeu Júnior de Natação de 2011 foi a 38ª edição do evento organizado pela Liga Europeia de Natação (LEN). Nessa edição as provas de natação e nado sincronizado foram realizadas no Centro de Esportes e Recreação de Tašmajdan e as provas de saltos ornamentais no Instituto Desportivo da República de Košutnjak, ambas em Belgrado na Sérvia. O período de duração teve duas datas distintas, de 29 de junho a 3 de julho de 2011 ocorreram as provas de saltos ornamentais e nado sincronizado, e de 6 a 10 de julho as provas de natação. Teve como destaque a Rússia com 15 medalhas de ouro. 

## Medalhistas

### Natação
Os resultados foram os seguintes. 
Masculino
| Evento          | Ouro                                                                            | Ouro     | Prata                                                                                                   | Prata    | Bronze                                                                             | Bronze   |
| 50 m Livre      | Espanha · Aitor Martinez Rodriguez                                              | 22.64    | Croácia · Mihael Vukic Grécia · Kristian Gkolomeev                                                      | 22.86    | Nenhum                                                                             |          |
| 100 m Livre     | Sérvia · Velimir Stjepanović                                                    | 49.56    | Bielorrússia · Arseni Kukharau                                                                          | 49.83    | Letônia · Uvis Kalnins                                                             | 50.18    |
| 200 m Livre     | Áustria · Christian Scheruebl                                                   | 1:49.51  | Dinamarca · Daniel Skaaning                                                                             | 1:49.56  | Polónia · Pawel Werner                                                             | 1:49.93  |
| 400 m Livre     | Áustria · Christian Scheruebl                                                   | 3:51.75  | Itália · Gabriele Detti                                                                                 | 3:52.05  | Polónia · Michal Szuba                                                             | 3:52.77  |
| 800 m Livre     | Turquia · Ediz Yıldırımer                                                       | 8:00.82  | Itália · Gabriele Detti                                                                                 | 8:00.95  | Itália · Gregorio Paltrinieri                                                      | 8:01.31  |
| 1500 m Livre    | Itália · Gregorio Paltrinieri                                                   | 15:12.16 | Itália · Gabriele Detti                                                                                 | 15:16.86 | Turquia · Ediz Yıldırımer                                                          | 15:25.71 |
| 50 m Costas     | Alemanha · Christian Diener                                                     | 25.40    | Itália · Niccolò Bonacchi                                                                               | 25.56    | Hungria · Richárd Bohus                                                            | 25.70    |
| 100 m Costas    | Alemanha · Christian Diener                                                     | 55.07    | Itália · Niccolò Bonacchi                                                                               | 55.59    | Itália · Fabio Laugeni                                                             | 55.69    |
| 200 m Costas    | Alemanha · Christian Diener                                                     | 1:59.94  | Polónia · Mateusz Wysoczynski                                                                           | 2:01.18  | Itália · Fabio Laugeni                                                             | 2:01.59  |
| 50 m Peito      | Grécia · Panagiōtīs Samilidīs                                                   | 27.89    | Alemanha · Bastian Vollmer                                                                              | 28.52    | Rússia · Oleg Utekhin                                                              | 28.56    |
| 100 m Peito     | Grécia · Panagiōtīs Samilidīs                                                   | 1:01.13  | Reino Unido · Craig Benson                                                                              | 1:02.17  | Ucrânia · Olexiy Rozhkov                                                           | 1:02.27  |
| 200 m Peito     | Itália · Flavio Bizzarri                                                        | 2:12.43  | Finlândia · Matti Mattsson                                                                              | 2:12.65  | Ucrânia · Maxym Shemberyev                                                         | 2:12.84  |
| 50 m Borboleta  | Croácia · Mihael Vukic                                                          | 23.90    | Ucrânia · Yevgen Koptyelov                                                                              | 24.50    | França · Matthias Bellance                                                         | 24.56    |
| 100 m Borboleta | Sérvia · Velimir Stjepanović                                                    | 53.79    | Ucrânia · Yevgen Koptyelov                                                                              | 53.94    | Itália · Martino Lucatello                                                         | 53.96    |
| 200 m Borboleta | Hungria · Bence Biczó                                                           | 1:56.25  | Rússia · Andrey Tambovskiy                                                                              | 1:58.73  | Israel · Tom Kremer                                                                | 2:00.52  |
| 200 m Medley    | Reino Unido · Ieuan Lloyd                                                       | 2:01.57  | Reino Unido · Dan Wallace                                                                               | 2:02.41  | Grécia · Andreas Vazaios                                                           | 2:02.51  |
| 400 m Medley    | Ucrânia · Maxym Shemberyev                                                      | 4:16.94  | Espanha · Eduardo Solaeche Gomez                                                                        | 4:20.36  | Reino Unido · Dan Wallace                                                          | 4:20.60  |
| 4x100 m Livre   | Itália · Maurizio Mottola · Francesco Bellacci · Giacomo Ferri · Damiano Corapi | 3:23.13  | Espanha · Eduardo Solaeche Gomez · Jorge Martin Lozoya · Aitor Martinez Rodriguez · Albert Puig Garrich | 3:23.27  | Alemanha · Max Mral · Steffen Hillmer · Matthias Lindenbauer · Maximilian Oswald   | 3:23.34  |
| 4x200 m Livre   | Reino Unido · Thomas Moss · Matthew Parks · Myles Crouch-Anderson · Ieuan Lloyd | 7:23.36  | Rússia · Alexander Klyukin · Sergey Groshev · Nikita Kitaev · Dmitry Ermakov                            | 7:23.77  | Polónia · Pawel Werner · Radoslaw Bor · Filip Bujoczek · Michal Poprawa            | 7:24.07  |
| 4x100 m Medley  | Itália · Niccolò Bonacchi · Martino Lucatello · Roberto Parisi · Giacomo Ferri  | 3:42.01  | Alemanha · Christian Diener · Marius Kusch · Paul Wiechhusen · Max Mral                                 | 3:42.57  | Rússia · Dmitry Stepanenko · Andrey Tambovskiy · Nikolay Klepikov · Dmitry Ermakov | 3:42.82  |

Feminino
| Evento          | Ouro                                                                                            | Ouro     | Prata                                                                                | Prata    | Bronze                                                                                                | Bronze   |
| 50 m Livre      | Ucrânia · Nadiya Koba                                                                           | 25.76    | Suécia · Louise Hansson                                                              | 25.94    | Itália · Ylenia Sciarrini                                                                             | 25.99    |
| 100 m Livre     | França · Charlotte Bonnet                                                                       | 55.25    | Dinamarca · Mie OE. Nielsen                                                          | 56.01    | Reino Unido · Jessica Lloyd                                                                           | 56.19    |
| 200 m Livre     | Rússia · Ksenia Yuskova                                                                         | 2:00.50  | Irlanda · Sycerika McMahon                                                           | 2:00.61  | Países Baixos · Esmee Vermeulen                                                                       | 2:01.22  |
| 400 m Livre     | Irlanda · Sycerika McMahon                                                                      | 4:13.85  | Reino Unido · Rachael Williamson                                                     | 4:14.49  | Alemanha · Johanna Friedrich                                                                          | 4:14.59  |
| 800 m Livre     | Polónia · Donata Kilijanska                                                                     | 8:40.48  | Países Baixos · Esmee Vermeulen                                                      | 8:43.56  | Reino Unido · Rachael Williamson                                                                      | 8:44.10  |
| 1500 m Livre    | Espanha · María Vilas Vidal                                                                     | 16:32.68 | Itália · Giulia Gabbrielleschi                                                       | 16:37.94 | Polónia · Donata Kilijanska                                                                           | 16:38.90 |
| 50 m Costas     | Dinamarca · Mie OE. Nielsen                                                                     | 28.81    | Reino Unido · Lauren Quigley                                                         | 28.93    | Polónia · Katarzyna Gorniak                                                                           | 29.23    |
| 100 m Costas    | Dinamarca · Mie OE. Nielsen                                                                     | 1:02.50  | Reino Unido · Jessica Fullalove                                                      | 1:02.75  | Espanha · Lidon Munoz Del Campo                                                                       | 1:03.15  |
| 200 m Costas    | Itália · Federica Meloni                                                                        | 2:14.88  | Islândia · Osk Gustafsdottir Eyglo                                                   | 2:14.95  | Reino Unido · Phoebe Lenderyou                                                                        | 2:15.53  |
| 50 m Peito      | Irlanda · Sycerika McMahon                                                                      | 32.00    | Hungria · Anna Sztankovics                                                           | 32.02    | Finlândia · Jenna Laukkanen                                                                           | 32.11    |
| 100 m Peito     | Hungria · Anna Sztankovics                                                                      | 1:09.31  | Finlândia · Jenna Laukkanen                                                          | 1:09.48  | Rússia · Irina Novikova                                                                               | 1:09.62  |
| 200 m Peito     | Rússia · Maria Temnikova                                                                        | 2:26.29  | Rússia · Irina Novikova                                                              | 2:26.46  | Reino Unido · Molly Renshaw                                                                           | 2:28.68  |
| 50 m Borboleta  | Suécia · Louise Hansson                                                                         | 27.04    | Rússia · Daria Tcvetkova                                                             | 27.06    | Rússia · Svetlana Chimrova                                                                            | 27.22    |
| 100 m Borboleta | Alemanha · Alexandra Wenk                                                                       | 59.85    | Rússia · Daria Tcvetkova                                                             | 1:00.14  | Reino Unido · Georgia Barton                                                                          | 1:00.53  |
| 200 m Borboleta | Reino Unido · Elena Sheridan                                                                    | 2:10.40  | Hungria · Liliana Szilagyi                                                           | 2:10.95  | Reino Unido · Georgia Barton                                                                          | 2:12.27  |
| 200 m Medley    | Reino Unido · Siobhan-Marie O'Connor                                                            | 2:14.71  | Hungria · Sara Joo                                                                   | 2:16.34  | Rússia · Anastasia Sineva                                                                             | 2:16.44  |
| 400 m Medley    | Reino Unido · Siobhan-Marie O'Connor                                                            | 4:46.61  | Hungria · Sara Joo                                                                   | 4:48.25  | Hungria · Reka Gyorgy                                                                                 | 4:49.80  |
| 4x100 m Livre   | França · Camille Gheorghiu · Assia Touati · Beryl Gastaldello · Charlotte Bonnet                | 3:44.66  | Reino Unido · Siobhan-Marie O'Connor · Chloe Tutton · Amelia Maughan · Jessica Lloyd | 3:46.42  | Espanha · Lidon Munoz Del Campo · Marta Gonzalez Crivillers · Laura Galvez Sole · Marina Rico Fuentes | 3:47.80  |
| 4x200 m Livre   | França · Camille Gheorghiu · Charlotte Van Andringa · Margaux Verger Gourson · Charlotte Bonnet | 8:07.63  | Rússia · Elena Serko · Alena Kudryashova · Valeriya Kolotushkina · Ksenia Yuskova    | 8:9.51   | Espanha · Lidon Munoz Del Campo · Marina Rico Fuentes · Irene Andrea Lope · Catalina Corro Lorente    | 8:12.23  |
| 4x100 m Medley  | Reino Unido · Jessica Fullalove · Georgia Barton · Siobhan-Marie O'Connor · Jessica Lloyd       | 4:09.34  | Rússia · Julia Larina · Daria Tcvetkova · Irina Novikova · Ksenia Yuskova            | 4:10.38  | Dinamarca · Mie OE. Nielsen · Christina Munkholm · Cecilie Holten · Kia Hansen                        | 4:10.38  |

### Nado sincronizado
r = reserva
| Evento     | Ouro | Ouro    | Prata | Prata   | Bronze | Bronze  |
| Solo       | Rússia · Vlada Chigireva | 91.9300 | Itália · Linda Cerruti | 87.9100 | Ucrânia · Anastasiya Savchuk | 87.1700 |
| Dueto      | Rússia · Milena Miteva · Elena Prokofeva · Yulia Potapova r | 90.9600 | Ucrânia · Anastasiya Petrenko · Anastasiya Savchuk · Tetyana Burmaka r                                                                                          | 87.7200 | Grécia · Evangelia Koutidi · Evangelia Platanioti · Evangelia Papazoglou r | 86.8700 |
| Equipe     | Rússia · Vlada Chigireva · Vasilisa Mironova · Milena Miteva · Daria Parshenkova · Elena Prokofeva · Evgeniya Shtefan · Maria Shurochkina · Gelena Topilina · Mikhaela Kalancha r · Meri Minasyan r · Kristina Makushenko r · Yulia Potapova r | 91.8100 | Espanha · Clara Camacho · Sara Gijon · Cecilia Jimenez · Sara Levy · Meritxell Mas · Valeria Moya · Laia Pons · Paula Ramirez · Celia Martin r · Mar Rabaixet r | 88.5900 | Ucrânia · Tetyana Burmaka · Vira Golubova · Tamara Ikonnykova · Dana-Mariya Klymenko · Svitlana Kuchynska · Anastasiya Petrenko · Kateryna Reznik · Anastasiya Savchuk · Iryna Blonska r · Viktoriya Blonska r · Anzhelika Prasol r · Olga Zolotarova r | 87.6800 |
| Combinação | Rússia · Vlada Chigireva · Mikhaela Kalancha · Kristina Makushenko · Meri Minasyan · Vasilisa Mironova · Daria Parshenkova · Yulia Potapova · Evgeniya Shtefan · Maria Shurochkina · Gelena Topilina · Milena Miteva r · Elena Prokopeva r     | 91.8300 | Espanha · Clara Camacho · Sara Gijon · Cecilia Jimenez · Sara Levy · Celia Martin · Meritxell Mas · Valeria Moya · Laia Pons · Mar Rabaixet · Paula Ramirez     | 87.6900 | Itália · Olimpia Benvenuto · Linda Cerruti · Costanza Ferro · Giada Finco · Elisabetta Marciante · Alessia Pezone · Giulia Rotondi · Federica Sala · Alice Savi · Silvia Vismara · Domiziana Cavanna r · Arianna Pascucci r Ucrânia · Tetyana Burmaka · Vira Golubova · Tamara Ikonnykova · Dana-Mariya Klymenko · Svitlana Kuchynska · Anastasiya Petrenko · Anzhelika Prasol · Kateryna Reznik · Anastasiya Savchuk · Olga Zolotarova · Iryna Blonska r · Viktoriya Blonska r | 87.3100 |

### Saltos ornamentais
Os resultados foram os seguintes. 

#### Grupo A
Masculino
| Evento                              | Ouro                                      | Ouro   | Prata                                  | Prata  | Bronze                                   | Bronze |
| Trampolim 1 m individual            | Itália · Giovanni Tocci                   | 495.10 | Rússia · Sergey Zhdanov                | 469.85 | Ucrânia · Oleg Kolodij                   | 465.95 |
| Trampolim 3 m individual            | Rússia · Sergey Zhdanov                   | 547.35 | Itália · Gabriele Auber                | 522.30 | Ucrânia · Mykyta Tkachov                 | 516.20 |
| Trampolim 3 m sincronizado cat A +B | Ucrânia · Oleksandr Bondar · Oleg Kolodij | 305.55 | Rússia · Sergey Zhdanov · Maxim Popkov | 282.42 | Itália · Gabriele Auber · Giovanni Tocci | 280.47 |
| Plataforma 10 m individual          | Ucrânia · Oleksandr Bondar                | 620.75 | Rússia · Kirill Mironov                | 529.00 | Ucrânia · Vadym Nevinglovsky             | 476.05 |

Feminino
| Evento                              | Ouro                                      | Ouro   | Prata                                 | Prata  | Bronze                                  | Bronze |
| Trampolim 1 m individual            | Rússia · Evegeniya Slzeneva               | 398.25 | Rússia · Kristina Ilynkh              | 392.90 | Itália · Elena Bertocchi                | 382.55 |
| Trampolim 3 m individual            | Itália · Elena Bertocchi                  | 436.50 | Alemanha · Tina Punzel                | 429.60 | Rússia · Kristina Ilynkh                | 420.35 |
| Trampolim 3 m sincronizado cat A +B | Rússia · Irina Tonnikova · Elena Chernykh | 270.87 | Reino Unido · Grace Reid · Chloe Hurd | 261.63 | Itália · Beatrice Atzei · Laura Bilotta | 258.63 |
| Plataforma 10 m individual          | Rússia · Maria Poluyanova                 | 390.50 | Roménia · Mara Elena Aiacoboae        | 380.95 | Reino Unido · Jessica Williams          | 371.55 |

#### Grupo B
Masculino
| Evento                     | Ouro                   | Ouro   | Prata                   | Prata  | Bronze                          | Bronze |
| Trampolim 1 m individual   | Rússia · Igor Myalin   | 432.45 | Polónia · Kacper Lesiak | 376.40 | Reino Unido · Sam Thornton      | 359.55 |
| Trampolim 3 m individual   | Rússia · German Stroev | 442.60 | Ucrânia · Maxym Dolgov  | 432.10 | Reino Unido · Daniel Goodfellow | 432.00 |
| Plataforma 10 m individual | Rússia · Igor Myalin   | 459.10 | Ucrânia · Maxym Dolgov  | 452.40 | Rússia · Alexander Belvtcev     | 435.15 |

Feminino
| Evento                     | Ouro                          | Ouro   | Prata                     | Prata  | Bronze                      | Bronze |
| Trampolim 1 m individual   | Rússia · Maria Poluyanova     | 339.00 | Rússia · Elena Chernykh   | 320.00 | Croácia · Marcela Maric     | 310.40 |
| Trampolim 3 m individual   | Rússia · Elena Chernykh       | 378.40 | Reino Unido · Grace Reid  | 368.00 | Itália · Laura Bilotta      | 356.30 |
| Plataforma 10 m individual | Alemanha · Louisa Stawczynski | 312.80 | Ucrânia · Ann Krasnoshlyk | 304.85 | Reino Unido · Rosie Medlock | 301.15 |

## Quadro de medalhas
| Ordem | País          | Medalha de ouro | Medalha de prata | Medalha de bronze | Total |
| ----- | ------------- | --------------- | ---------------- | ----------------- | ----- |
| 1     | Rússia        | 15              | 12               | 7                 | 34    |
| 2     | Itália        | 7               | 8                | 10                | 25    |
| 3     | Reino Unido   | 6               | 8                | 11                | 25    |
| 4     | Alemanha      | 5               | 3                | 2                 | 10    |
| 5     | Ucrânia       | 4               | 6                | 8                 | 18    |
| 6     | França        | 3               | 0                | 1                 | 4     |
| 7     | Espanha       | 2               | 4                | 3                 | 9     |
| 8     | Hungria       | 2               | 4                | 2                 | 8     |
| 9     | Dinamarca     | 2               | 2                | 1                 | 5     |
| 10    | Grécia        | 2               | 1                | 2                 | 5     |
| 11    | Irlanda       | 2               | 1                | 0                 | 3     |
| 12    | Sérvia        | 2               | 0                | 0                 | 2     |
| 12    | Áustria       | 2               | 0                | 0                 | 2     |
| 14    | Polónia       | 1               | 2                | 5                 | 8     |
| 15    | Croácia       | 1               | 1                | 1                 | 3     |
| 16    | Suécia        | 1               | 1                | 0                 | 2     |
| 17    | Turquia       | 1               | 0                | 1                 | 2     |
| 18    | Finlândia     | 0               | 2                | 1                 | 3     |
| 19    | Países Baixos | 0               | 1                | 1                 | 2     |
| 20    | Bielorrússia  | 0               | 1                | 0                 | 1     |
| 20    | Islândia      | 0               | 1                | 0                 | 1     |
| 20    | Roménia       | 0               | 1                | 0                 | 1     |
| 23    | Israel        | 0               | 0                | 1                 | 1     |
| 23    | Letônia       | 0               | 0                | 1                 | 1     |
| Total | Total         | 58              | 59               | 58                | 175   |

Legenda
| Recorde mundial       | Recorde mundial (World record)               |                       | Recorde africano                      | Recorde africano (African) |                                           | Q | Classificado por posição (Qualified) |
| Recorde do campeonato | Recorde do campeonato (Championship record)  | Recorde da América    | Recorde da América (Americas)         | q                          | Classificado por melhor tempo (Qualified) |   |                                      |
| Melhor marca do ano   | Melhor marca do ano (World leading)          | Recorde asiático      | Recorde asiático (Asian)              | DNS                        | Não largou (Did not start)                |   |                                      |
| Recorde nacional      | Recorde nacional (National record)           | Recorde europeu       | Recorde europeu (European)            | DNF                        | Não terminou (Did not finish)             |   |                                      |
| Recorde pessoal       | Recorde pessoal do atleta (Personal best)    | Recorde da Oceania    | Recorde da Oceania (Oceania)          | DSQ / DQ                   | Desclassificado (Disqualified)            |   |                                      |
| Recorde da temporada  | Recorde da temporada do atleta (Season best) | Recorde sul-americano | Recorde sul-americano (South America) | NM                         | Sem marca (No mark)                       |   |                                      |